# Charles Liénart
Charles Anne François Liénart (Aalst, 3 oktober 1847 - Versailles, 26 november 1921) was een Belgisch senator.

## Levensloop
Liénart was een zoon van Camille Liénart en van Eline Van den Broucke. Hij was de broer van de jong gestorven volksvertegenwoordiger Albert Liénart. Hij trouwde met Marie-Louise Leirens en was hierdoor de schoonzoon van senator Jean Leirens.
De vader van Camille, Albert Liénart (1774-1833), afkomstig uit Doornik, vestigde zich in Aalst en stichtte er de Banque Liénart, na zijn huwelijk met jonkvrouw Isabella Pauwelaert, dochter van ridder Georges-Jean Pauwelaert, burgemeester van Aalst op het einde achttiende eeuw. 
Camille Liénart (1807-1872) volgde zijn vader op als eigenaar van de bank en stichtte tevens het discontokantoor en het agentschap van de Nationale Bank in Aalst. 
Na de humaniora te hebben doorlopen aan het Sint-Jozefscollege in Aalst, nam Charles de opvolging van zijn eveneens vroeg gestorven broer Alexandre Liénart (1840-1874), als bestuurder van de familiale bank. Hij werd ook paardenfokker. In 1877 kocht hij het kasteel van Regelsbrugge aan en richtte er zijn stoeterij in. Hij bleef er als eigenaar wonen tot in 1890. Zijn paarden wonnen prijzen tijdens wedrennen op de grote Franse circuits. Er was zelfs een Prix Charles Liénart in Auteuil.
Van 1872 tot 1888 was hij provincieraadslid van Oost-Vlaanderen, van 1881 tot 1895 gemeenteraadslid van Aalst en van 1886 tot 1895 schepen.
In 1888 werd hij katholiek senator voor het arrondissement Aalst, in opvolging van zijn schoonvader. Hij vervulde dit mandaat tot in 1898.